# Al Green Sculpture Park

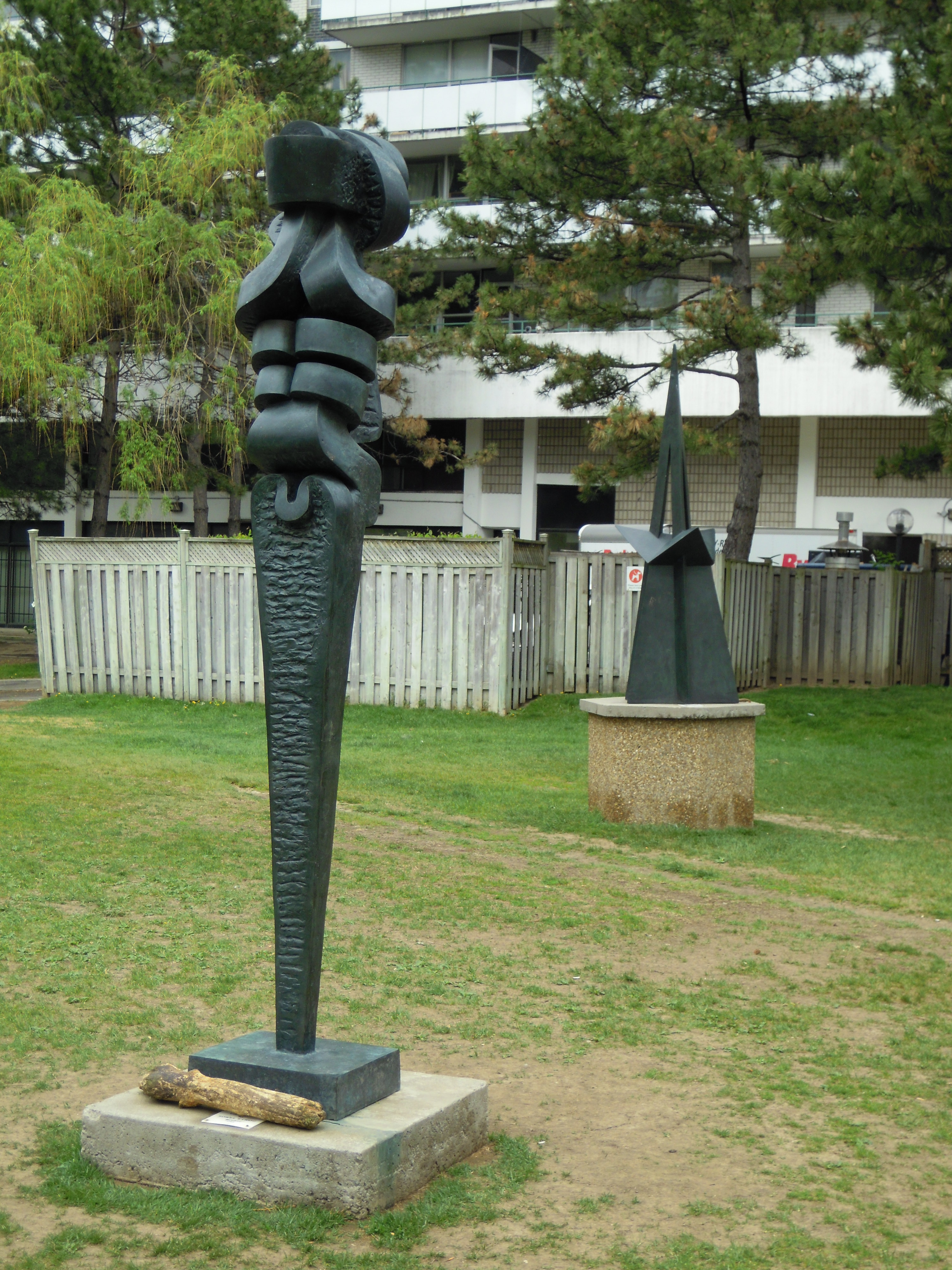
Capriccio van Sorel Etrog en op de achtergrond Emerging Tower van Al Green

Het Al Green Sculpture Park is een beeldenpark in de wijk Davisville van de Canadese stad Toronto.
Het park omvat 18 beelden en bevindt zich aan Davisville Avenue, alsmede in de onmiddellijke nabijheid daarvan. Het is gesticht door de ondernemer (en latere beeldhouwer) Abraham "Al" Green, een projectontwikkelaar in Toronto, die verantwoordelijk was voor de bouw van de vele appartementengebouwen in Davisville. Zijn bedrijf was medeverantwoordelijk voor de keuze van de beelden, die door enkele beeldhouwers voor de wijk werden vervaardigd.

## De collectie
- Sorel Etrog : Capriccio (1962)
- Sorel Etrog : Source I (1964)
- Sorel Etrog : Grande Odalisque (1965)
- Sorel Etrog : Fiesole (1967)
- Kosso Eloul : Double You (1970)
- Carl Lander : Landing Sculpture (1970)
- Valer Chende : Memorial to Val Chende (1972)
- Kosso Eloul : Alat (1972)
- Maryon Kantaroff : Greenwin (1973)
- Sorel Etrog : Pieton (1976)
- Al Green: Emerging Tower (1998)
- Al Green : Homage to Higher Power (1998)
- Al Green : Square Spiral (1999)
- Al Green : Difficult Accent (2000)
- Al Green : Tree of Learning (2000)
- Al Green/Maryon Kantaroff : Skysearch (2000)
- Sorel Etrog : Wind Bird (2003)
- Al Green, onbekende titel

## Fotogalerij

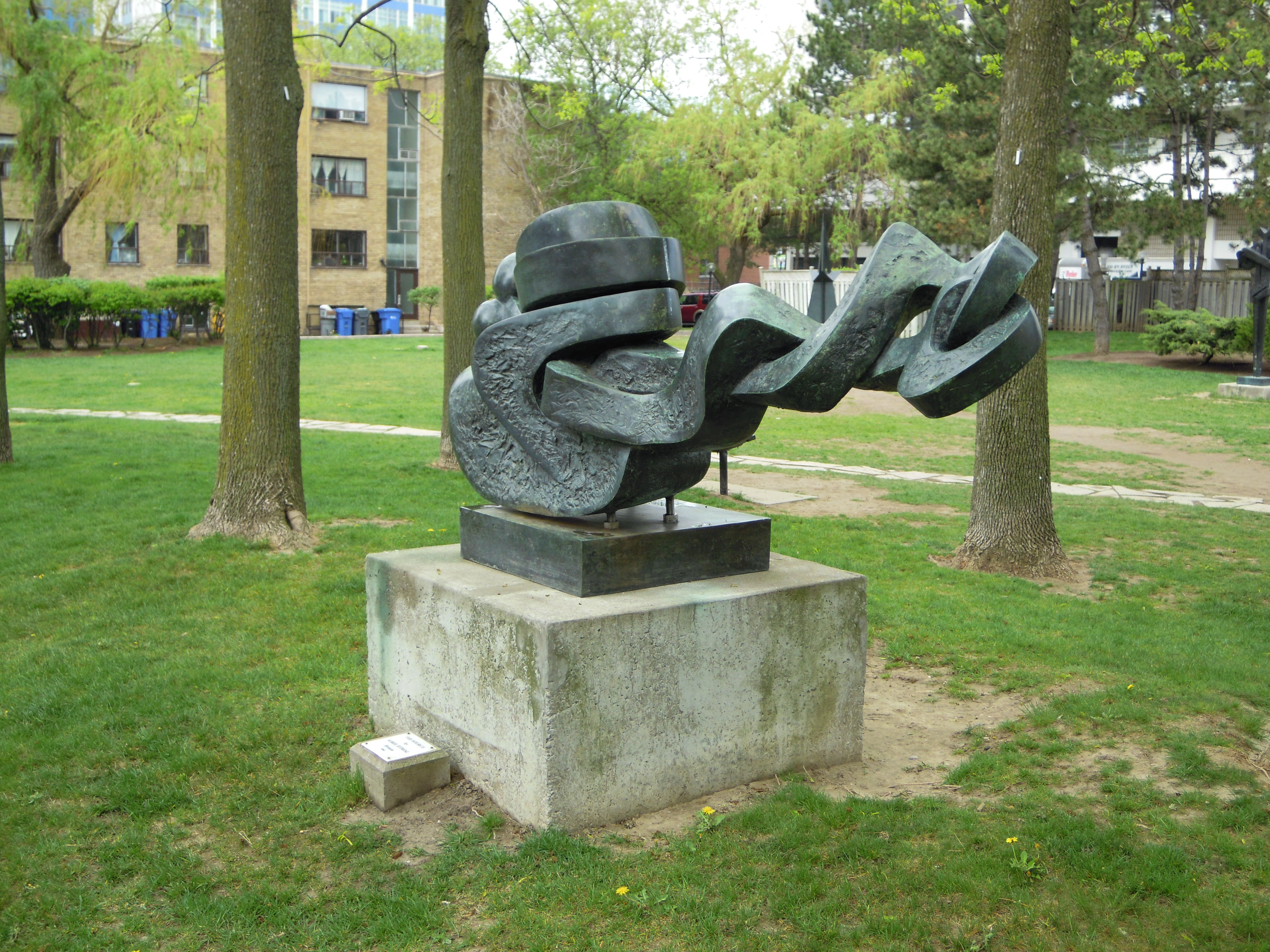
Source I
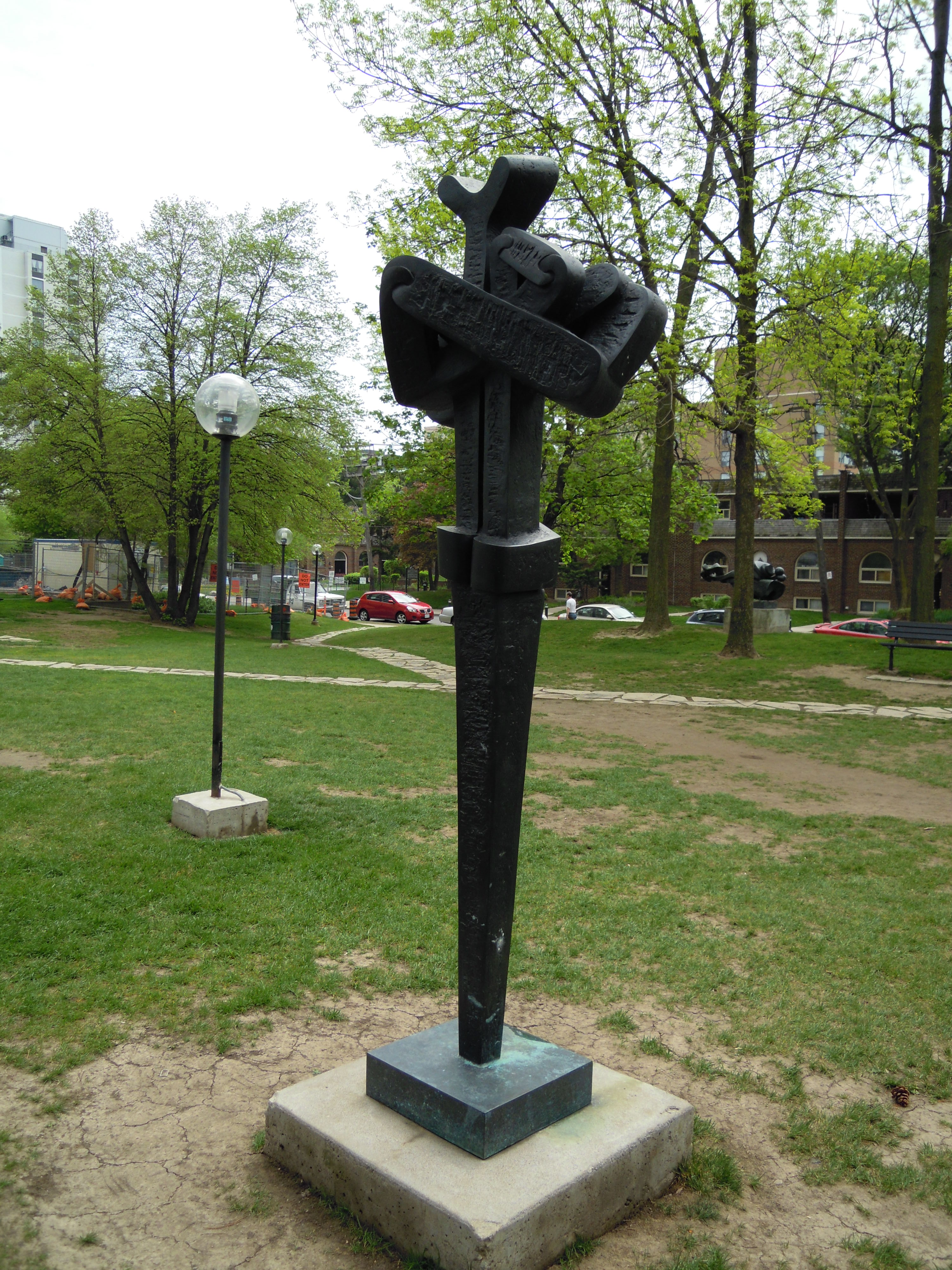
Fiesole
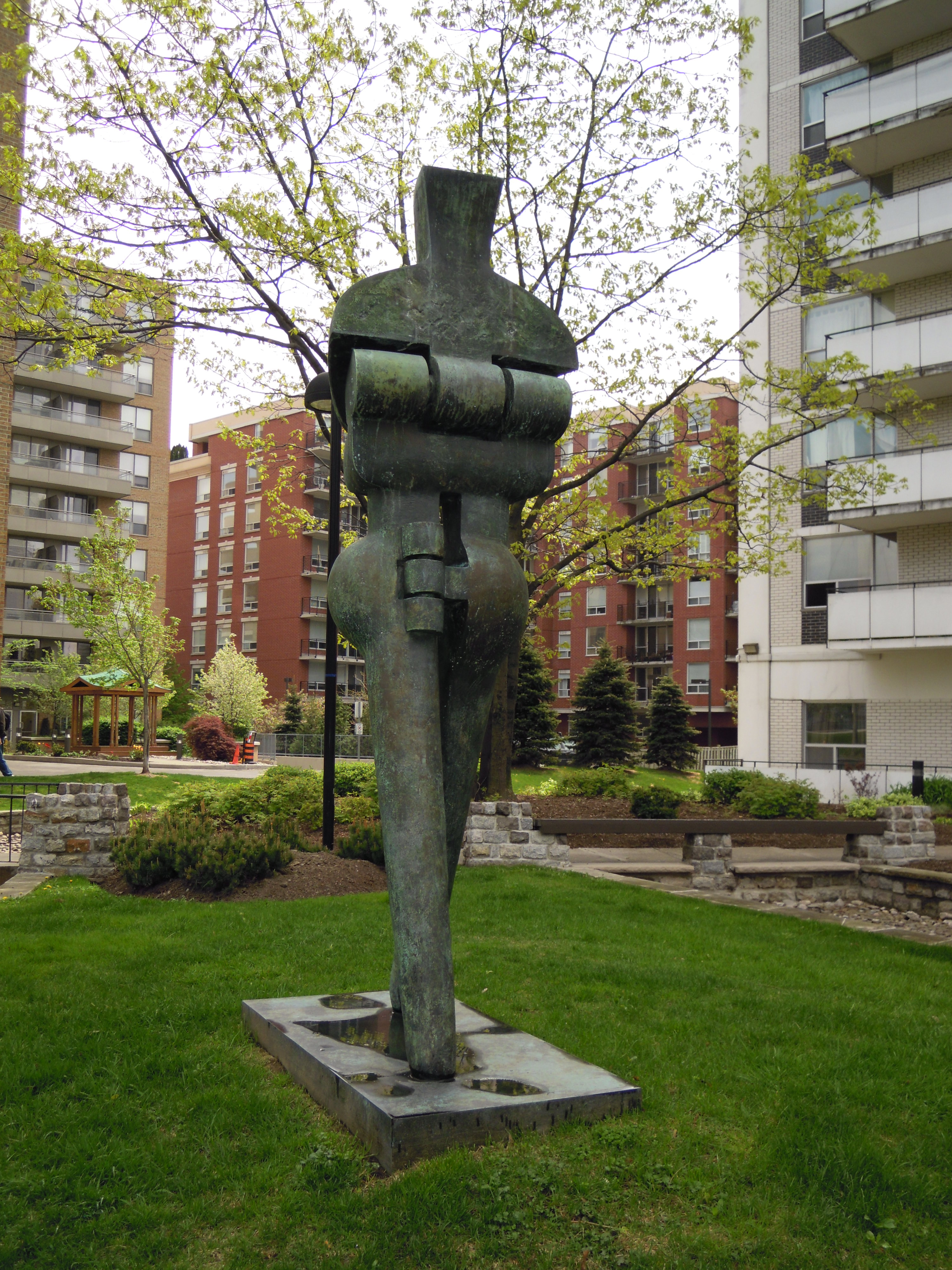
Pieton
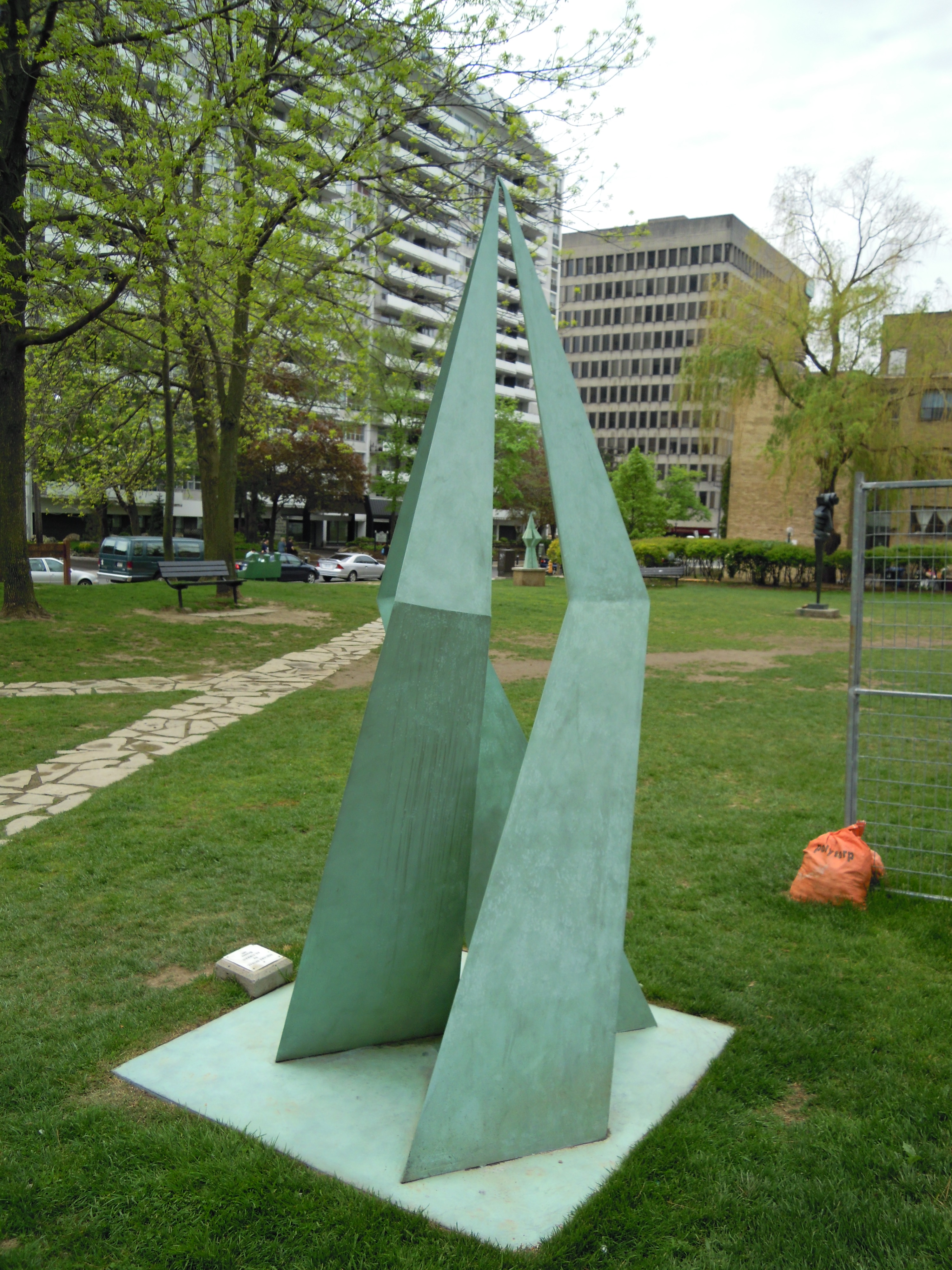
Square Spiral van Al Green